# Abdul Rashid (1941–2009)
Muhammad Abdul Rashid (urdu ‏محمد عبدالرشيد‎, ur. 14 kwietnia 1941, zm. 26 stycznia 2009) – pakistański hokeista na trawie, medalista olimpijski.
Występował na pozycji pomocnika. Brał udział w Letnich Igrzyskach Olimpijskich 1964, zdobywając srebrny medal. Zagrał w pięciu spotkaniach, jednak nie strzelił żadnego gola.
W latach 1962–1969 rozegrał w drużynie narodowej 61 spotkań, nie strzelając bramki. W 1966 roku zdobył srebrny medal igrzysk azjatyckich.